# Castellar de la Ribera
Castellar de la Ribera  es un municipio y localidad española de la provincia de Lérida, en la comunidad autónoma de Cataluña. El término municipal, ubicado en la comarca del Solsonés, tiene una población de 144 habitantes (INE 2024)

## Geografía
El municipio está situado en la comarca del Solsonés, en el límite con la del Alto Urgel, entre Solsona y Bassella,

## Historia
Hasta la reforma de la nomenclatura municipal de 1916 el municipio se llamaba simplemente Castellar. En dicha fecha su nombre fue modificado por el de Castellar de la Ribera.

## Demografía
Cuenta con una población de 144 habitantes (INE 2024).
| Gráfica de evolución demográfica de Castellar de la Ribera entre 1842 y 2021 |
| |
| Población de derecho según los censos de población del INE Población de hecho según los censos de población del INEEn estos censos se denominaba Castellar: 1842, 1857, 1860, 1877, 1887, 1897, 1900 y 1910 Entre el censo de 1857 y el anterior, crece el término del municipio porque incorpora a 255121 (Ceuro) y 255125 (Clará) |

| 1900 | 1930 | 1950 | 1970 | 1981 | 1986 |
| ---- | ---- | ---- | ---- | ---- | ---- |
| 349  | 398  | 401  | 188  | 191  | 169  |

## Entidades de población
| Entidades de población | Habitantes (2016) |
| ---------------------- | ----------------- |
| Castellar de la Ribera | 49                |
| Ceuro                  | 25                |
| Clará                  | 63                |
| Pampé                  | 5                 |

## Administración
| Periodo   | Nombre                     | Partido       |
| --------- | -------------------------- | ------------- |
| 1979-1983 | Francesc Solé Cinca        | Independiente |
| 1983-1987 | Josep Mª Sala Llorach      | CiU           |
| 1987-1991 | Josep Mª Sala Llorach      | CiU           |
| 1991-1995 | Josep Mª Sala Llorach      | CiU           |
| 1995-1999 | Josep Santaeularia Angrill | CiU           |
| 1999-2003 | Josep Bajona Gamisans      | CiU           |
| 2003-2007 | Mª Teresa Canal Morera     | CiU           |
| 2007-2011 | Mª Teresa Canal Morera     | CiU           |
| 2011-2015 | Armengol Riart Vilardell   | CiU           |
| 2015-2019 | Armengol Riart Vilardell   | CiU           |
| 2019-2023 | M. Claustre Sunyer Cantons | Junts x Cat   |
| 2023-act. | M. Claustre Sunyer Cantons | Junts x Cat   |